# Jardin botanique national Hrychko
Le jardin botanique national Hrychko (en ukrainien : Національний ботанічний сад імені М. М. Гришка НАН України) est une institution situé dans le quartier de Petchersk, à Kiev, en Ukraine.
Il dépend de l'Académie nationale des sciences d'Ukraine. Lors de la création de l'académie, Vladimir Lipsky eut l'idée de créer ce jardin, la réalisation revint à Alexandre Fomine, en 1935 sur le site de l'ancienne poudrière Zvirinka. Après Fomine, la supervision du jardin revint au botaniste Walter Schmidt de l'institut forestier de Kiev.
Parmi les bâtiments construits pour le jardin botanique, il a celui qui servit pour les recherches de scientifiques comme Nikolai Cholodny, Volodymyr Lyoubimenko. Le jardin fut ouvert au public le 29 mai 1964.
Le parc de cent trente hectares est nommé en hommage au botaniste Nikolaï Grichko.

## En images

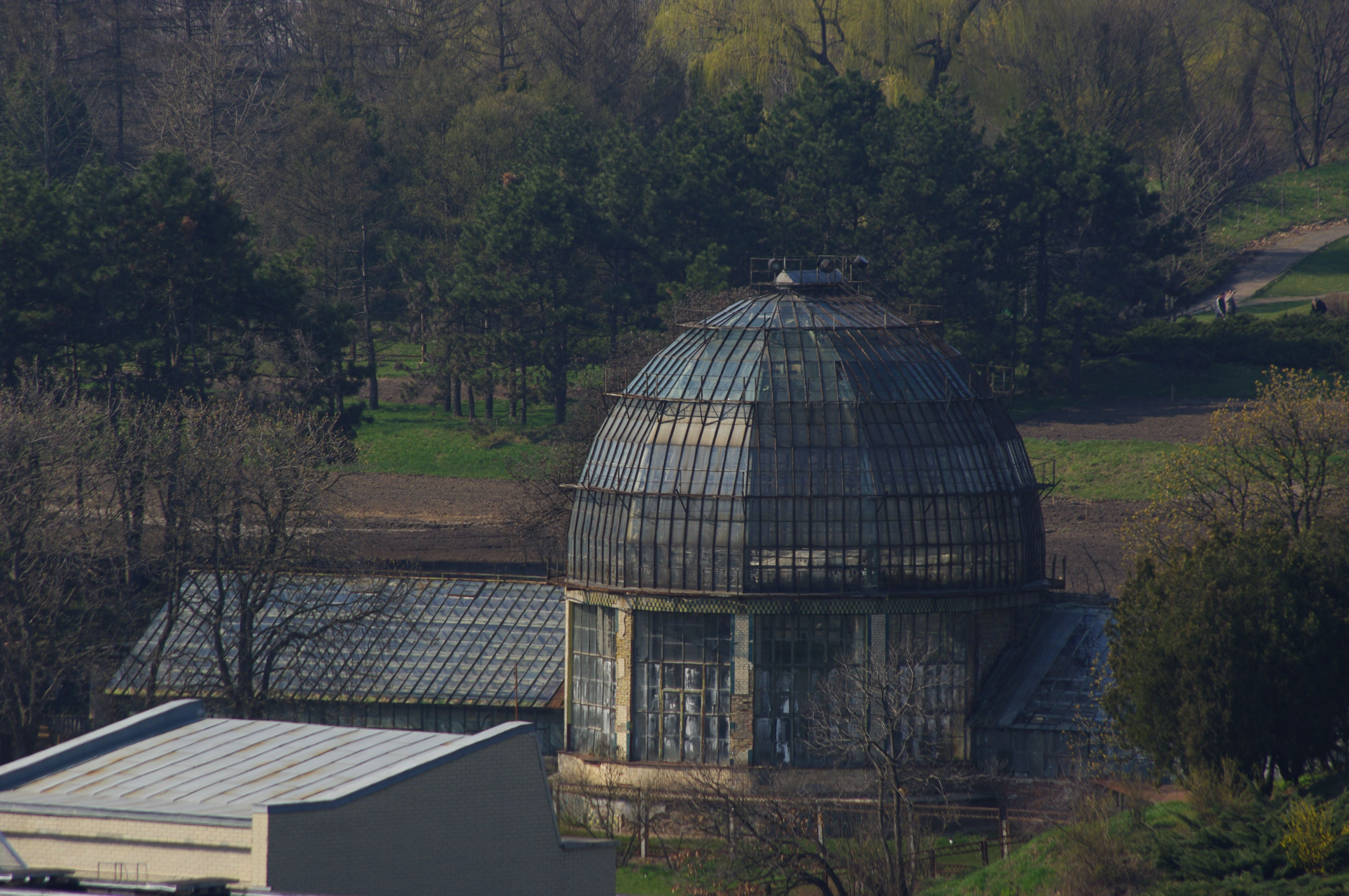
Son orangerie,
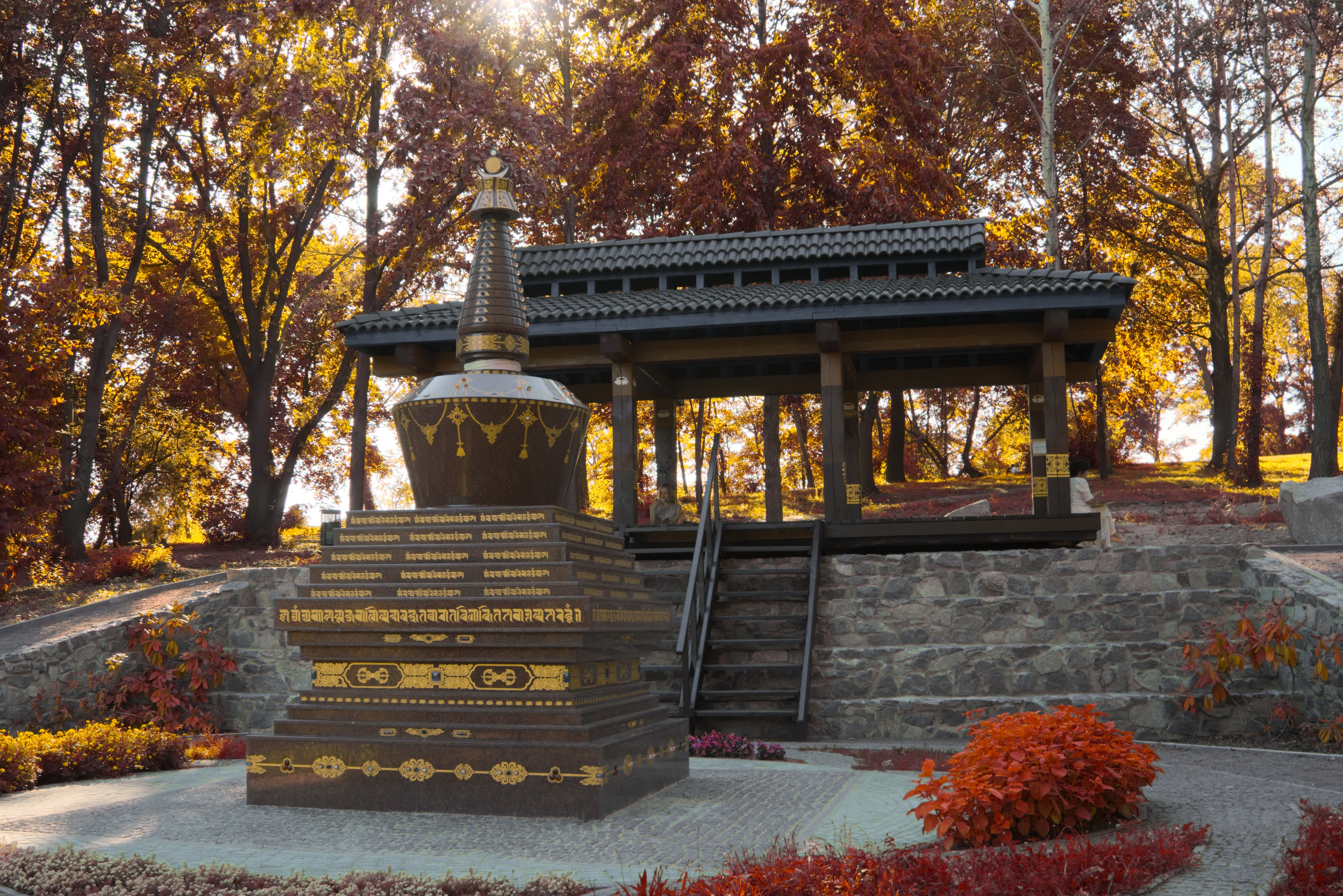
jardin tibétain,
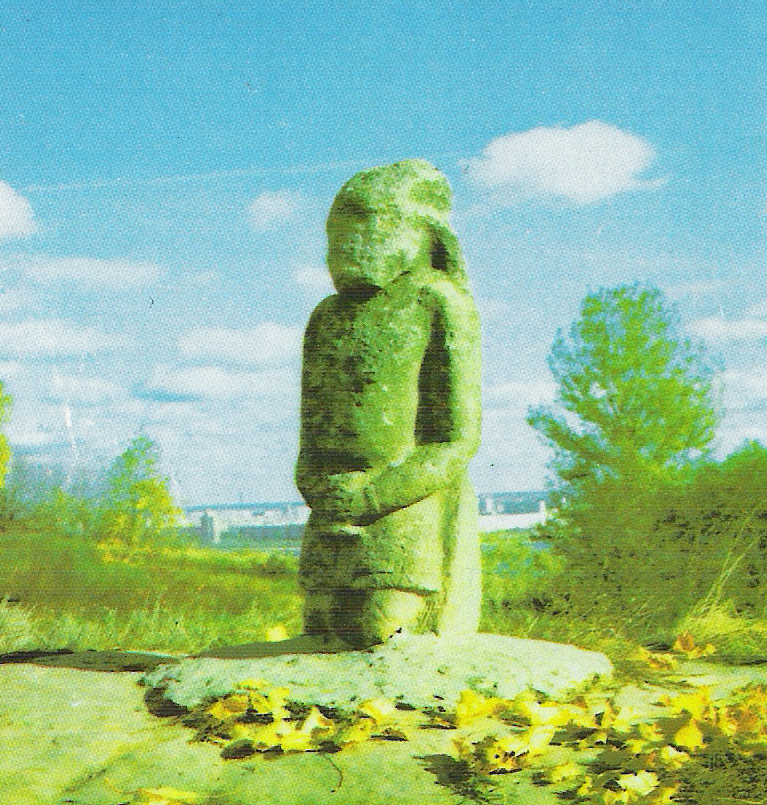
Statue des Coumans classé[1],
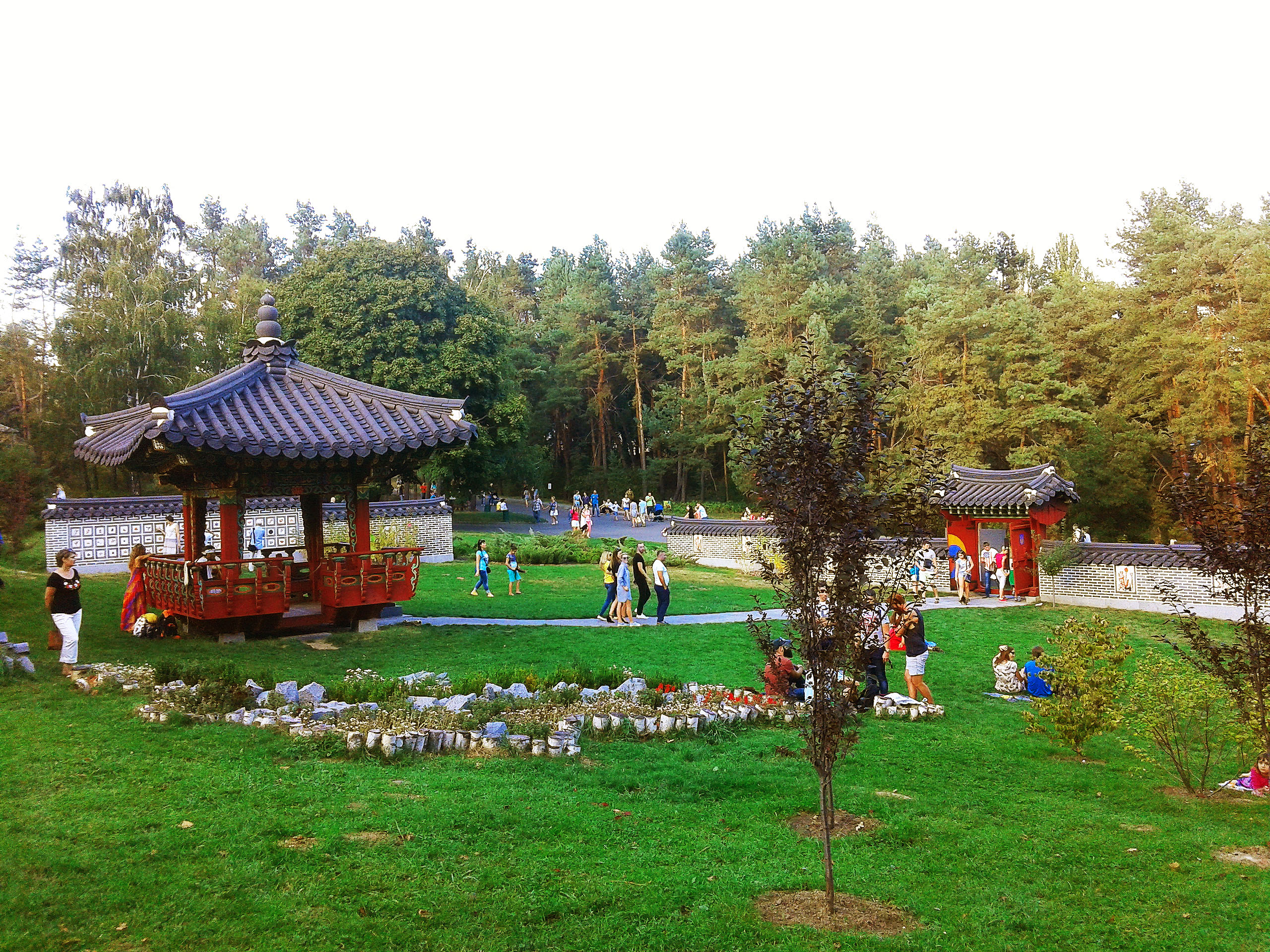
jardin coréen,
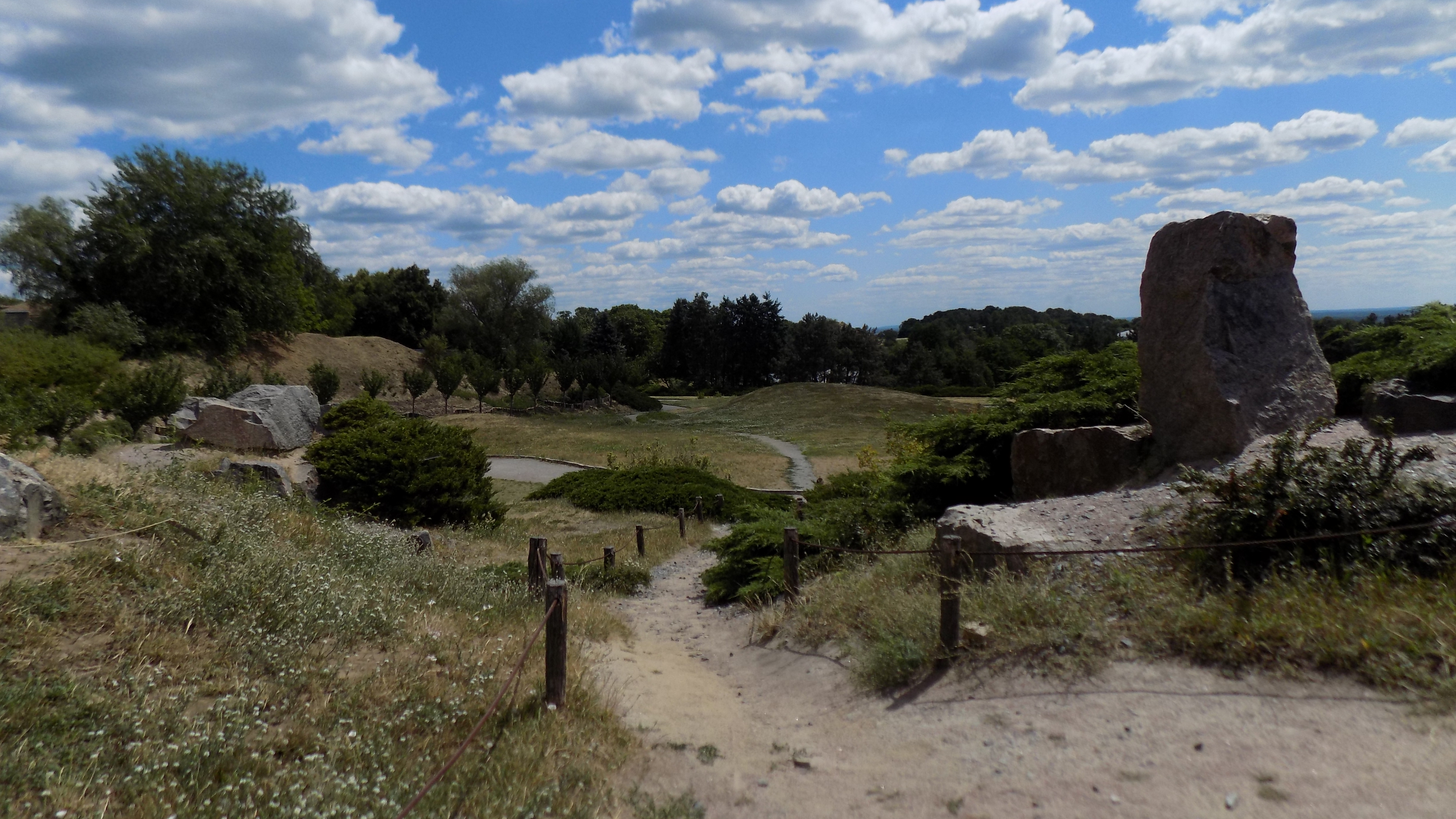
sur les fortifications de Kiev classé[2].